# 4098 Thraen
4098 Thraen è un asteroide della fascia principale. Scoperto nel 1987, presenta un'orbita caratterizzata da un semiasse maggiore pari a 3,2288334 UA e da un'eccentricità di 0,1247364, inclinata di 2,93770° rispetto all'eclittica.